# 瑞江大橋
瑞江大橋（みずえおおはし）は、新中川に架かる橋のひとつで、東・西岸の東京都江戸川区西瑞江四丁目地内を結び、今井街道（江戸川区道）を通す。

## 歴史
1960年（昭和35年）新中川掘削工事に伴い架橋された。斜橋となっている。

## 現橋の諸元
- 形式 – 単純プレートガーダー桁橋
- 橋長 – 128.9 m[1]
- 支間数 – 5
- 幅員 – 11.0 m（車道：8.0 m　歩道：1.5 m×2）

## 現況
架橋後40余年が経過し、老朽化が進む中で補修が繰り返し行われている。
また、今井街道を利用して千葉県に向かう車や、路線バス（都営バス・京成バス）が通っていることから橋の交通量は多い。

## 整備計画·方針
「水と緑の交わり」をテーマに河港性レクリエーションの拠点とし、水・陸の交通の結節点に相応しい整備が行われる。
また、新中川にアプローチする陸からのゲートに相応しい空間としての整備を考えている。整備時期については、春江橋架替工事の進捗を踏まえ、事業化する方針である。

## デザインイメージ
今井街道は昔の「行徳道」にあたり、旧街道の復活をイメージし、新しい街を結ぶ緑（並木）をモチーフに演出される。

## 整備される橋の概略
- 形式 – 3径間連続箱桁橋
- 橋長 – 165.5 m
- 幅員 – 19.0 m（車道：9.0 m　歩道：5.0 m×2）
- 事業主体 – 江戸川区
- 基本計画 – 株式会社長大

## 路線バス
瑞江大橋はバス路線が通る。1968年（昭和43年）まではトロリーバス（上野公園〜今井間）が運行されていた。
- 都営バス：都営バス江戸川営業所
- 京成バス：京成バス江戸川営業所

## 周辺
- 都営地下鉄新宿線一之江駅
- 江戸川区立瑞江小学校
- 今井橋
- 新今井橋
- 環七通り

## 隣の橋
- 新中川

（上流） - 涼風橋 - 明和橋 - 瑞江大橋 - 新今井橋 - 瑞穂大橋 - （下流）